# Manuel Aires de Casal

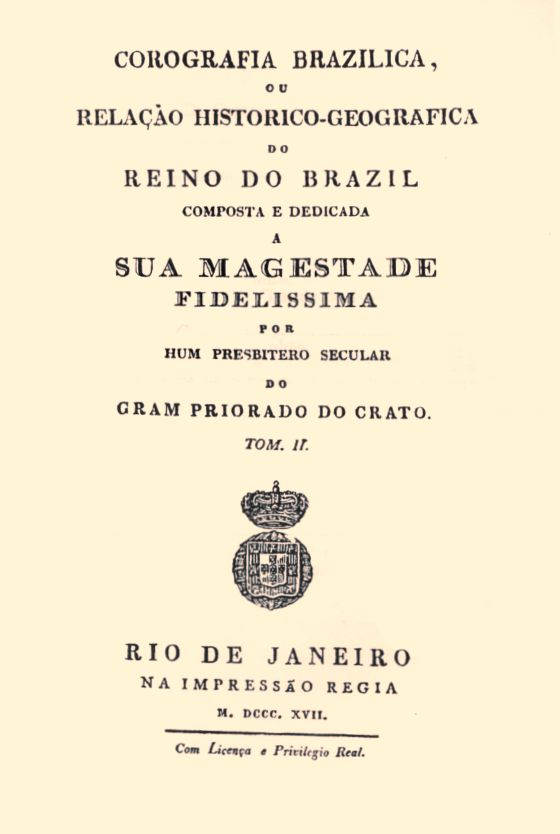
Capa da Corografia Brazilica (1817)

Manuel Aires de Casal (Pedrógão, 1754 – Portugal, 1821), popularmente conhecido como Padre Aires de Casal, foi um historiador, geógrafo e sacerdote português que viveu muitos anos no Brasil, escrevendo o primeiro livro de edição brasileira, em 1817.[carece de fontes?]

## Biografia
Os seus dados biográficos são escassos. Afrânio Peixoto afirmou que teria nascido em Cachoeira, na Bahia, em 1757.
Após concluir os estudos primários em sua terra natal, cursou teologia e filosofia, tomando as ordens. Passou para o Brasil, vindo a exercer o cargo de Capelão da Santa Casa de Misericórdia do Rio de Janeiro (1796).
Exerceu a função de presbítero secular do Crato, na então Província do Ceará, em 1815.
Aires de Casal retornou a Portugal com a Família Real Portuguesa em 1821, onde veio a falecer no mesmo ano.
Tendo se dedicado ao estudo da corografia (geografia e história) do Brasil, a sua obra destaca-se, entre outros, por ser a primeira a transcrever, impressa, a Carta de Pero Vaz de Caminha.

## Obra
- 1817 - Corografia Brazilica ou Relação Histórica e Geográfica do Reino do Brasil

## Características
Aires de Casal redigiu a sua obra nos moldes de uma geografia clássica, fundamentada, basicamente, em descrições e inventários. Foi publicada pela Imprensa Régia em 1817. Na verdade, como autor aproxima-se mais da posição de compilador e relator de acontecimentos, sem crítica, pois se utilizava de textos preexistentes para descrever determinadas situações. Caio Prado Júnior observou que, para falar dos indígenas, por exemplo, utilizou um texto de 1571, de autoria de Jerônimo Osório, que nunca esteve no Brasil; outro texto utilizado por Aires de Casal é de autoria de Santa Rita Durão, que descreve os frutos brasileiros. Ao que tudo indica, Aires de Casal escreveu a sua "Corografia Brazilica" sem realizar nenhuma viagem de estudo e observação, como pode ser constatado no caso em que ele descreveu ossadas fósseis encontradas nos estados de Alagoas e Bahia.